# Siham Hilali
Siham Al-Hilali (arab. سهام الهلالي; ur. 2 maja 1986 w Wad Zem) – marokańska lekkoatletka specjalizująca się w biegach średnich, dwukrotna uczestniczka igrzysk olimpijskich.

## Osiągnięcia
- złoty medal mistrzostw świata juniorów młodszych (bieg na 3000 metrów, Sherbrooke 2003)
- brązowy medal mistrzostw Afryki juniorów (bieg na 1500 metrów, Garoua 2003)
- dwa brązowe medale mistrzostw świata juniorów (bieg na 1500 metrów oraz bieg na 3000 metrów, Grosseto 2004)
- 8. miejsce podczas światowego finału IAAF (Stuttgart 2007)
- 5. miejsce podczas halowych mistrzostwa świata (bieg na 1500 metrów, Walencja 2008)
- 10. miejsce podczas igrzysk olimpijskich (bieg na 1500 metrów, Pekin 2008)
- srebrny medal igrzysk frankofońskich (bieg na 1500 metrów, Bejrut 2009)
- srebrny medal w drużynie seniorek podczas mistrzostw Afryki w biegach przełajowych (Kapsztad 2011)
- srebro mistrzostw panarabskich (bieg na 1500 metrów, Doha 2011)
- złoto (w biegu na 1500 metrów) oraz srebro (w biegu na 800 metrów) igrzysk śródziemnomorskich (Mersin 2013)
- 11. miejsce podczas mistrzostw świata (bieg na 1500 metrów, Moskwa 2013)
- srebrny medal igrzysk frankofońskich (bieg na 1500 metrów, Nicea 2013)
- dwa srebrne medale igrzysk solidarności islamskiej (Palembang 2013)
- 4. miejsce podczas halowych mistrzostwa świata (bieg na 1500 metrów, Sopot 2014)
- 5. miejsce podczas mistrzostw Afryki (bieg na 1500 metrów, Durban 2016)

## Rekordy życiowe
- Bieg na 800 metrów – 2:00,15 (2013)
- Bieg na 1500 metrów (stadion) – 4:01,33 (2011)
- Bieg na 1500 metrów (hala) – 4:04,53 (2012)
- Bieg na 3000 metrów – 9:03,16 (2004)